# José Antonio Delgado Villar
José Antonio Delgado Villar, ismertebb nevén Nono (El Puerto de Santa María, 1993. március 30. –) spanyol korosztályos válogatott labdarúgó, a Nassaji Mázandarán játékosa.

## Pályafutása
A Cádiz tartományban található El Puerto de Santa María városában született Nono tizenöt évesen csatlakozott a Real Betis utánpótlásához, miután rövid időt eltöltött az Atlético Madrid akadémiáján is. A 2011-12-es szezonban debütált a felnőttek közt a másodosztályban.
A klub első csapatában és az élvonalban 2012. május 5-én mutatkozott be; a Sporting de Gijón elleni hazai 1-2-es vereség alkalmával csereként állt be a 74. percben. A szezon során tizenöt találkozón kapott szerepet, a Betis a bajnokság hetedik helyén végzett. A sevillai csapatban összesen negyvenhárom bajnokin lépett pályára.
2015. február 2-án a német SV Sandhausen vette kölcsön az idény végéig. Júliusban felbontotta szerződését a Betisszel és a másodosztályú Elche játékosa lett.
2016. február 1-jén a harmadosztályban szereplő UCAM Murcia vette kölcsön, a következő szezon előtt pedig a Diósgyőri VTK-hoz igazolt, honfitárásval, Diego Velával együtt.
2018 februárjában a Slovan Bratislavához írt alá. A pozonyi csapat színeiben három idény alatt 71 bajnoki mérkőzésen lépett pályára és hat gólt szerzett, valamint 16 gólpasszt adott csapattárasainak. 2021 nyarán visszatért a magyar élvonalba és a Budapest Honvéd játékosa lett. 2022. január 31-én a szaúdi Damak másfél éves szerződést kötött vele. 2023. szeptember 11-én az iráni Nassaji Mázandarán szerződtette.

## Statisztika
2017. december 9-én frissítve.
| Klub           | Szezon         | Bajnokság          | Bajnokság     | Bajnokság | Országos kupa | Országos kupa | Egyéb         | Egyéb | Összesen      | Összesen |
| Klub           | Szezon         | Bajnokság          | Pályára lépés | Gólok     | Pályára lépés | Gólok         | Pályára lépés | Gólok | Pályára lépés | Gólok    |
| -------------- | -------------- | ------------------ | ------------- | --------- | ------------- | ------------- | ------------- | ----- | ------------- | -------- |
| Betis B        | 2011–12        | Segunda División B | 32            | 2         | —             | —             | —             | —     | 32            | 2        |
| Betis B        | 2012–13        | Segunda División B | 13            | 3         | —             | —             | —             | —     | 13            | 3        |
| Betis B        | Total          | Total              | 45            | 5         | —             | —             | —             | —     | 45            | 5        |
| Real Betis     | 2011–12        | La Liga            | 2             | 0         | 0             | 0             | —             | —     | 2             | 0        |
| Real Betis     | 2012–13        | La Liga            | 15            | 0         | 4             | 0             | —             | —     | 19            | 0        |
| Real Betis     | 2013–14        | La Liga            | 22            | 0         | 3             | 0             | 7             | 1     | 32            | 1        |
| Real Betis     | 2014–15        | Segunda División   | 4             | 0         | 1             | 0             | —             | —     | 5             | 0        |
| Real Betis     | Összesen       | Összesen           | 43            | 0         | 8             | 0             | 7             | 1     | 58            | 1        |
| Sandhausen     | 2014–15        | Bundesliga 2       | 0             | 0         | 0             | 0             | —             | —     | 0             | 0        |
| Elche          | 2015–16        | Segunda División   | 9             | 0         | 1             | 1             | —             | —     | 10            | 1        |
| UCAM Murcia    | 2015–16        | Segunda División B | 13            | 0         | 0             | 0             | 3             | 0     | 16            | 0        |
| Diósgyőri VTK  | 2016–17        | NB I               | 23            | 1         | 6             | 1             | —             | —     | 29            | 2        |
| Diósgyőri VTK  | 2017–18        | NB I               | 17            | 2         | 1             | 0             | —             | —     | 18            | 2        |
| Diósgyőri VTK  | Összesen       | Összesen           | 40            | 3         | 7             | 1             | —             | —     | 47            | 4        |
| Karrier összes | Karrier összes | Karrier összes     | 150           | 8         | 16            | 2             | 10            | 1     | 176           | 11       |

## Sikerei, díjai

### Klubcsapatokkal
Real Betis
- Spanyol másodosztály, bajnok: 2014–15

 Slovan Bratislava
- Szlovák bajnok: 2018–19, 2019–20, 2020–21
- Szlovák Kupa-győztes: 2019–20, 2020–21

### A válogatottal
Spanyol U19
- U19-es labdarúgó-Európa-bajnokság győztes:  2012